# Sant Pere de Ferrerons
Sant Pere de Ferrerons, o Sant Pere de Vilalta, és l'església parroquial de l'antiga parròquia rural del mateix nom, en el terme municipal de Moià (Moianès) inclosa en l'Inventari del Patrimoni Arquitectònic de Catalunya.
Pertanyia al terme de la vila de Moià i del castell de Clarà, i havia obtingut la parroquialitat des de molt antic, categoria que manté avui dia, malgrat haver estat agrupada a Santa Maria de Moià. El 1110 ja és esmentada com a tal, i se'n defineix el terme. Està situada a l'est-nord-est de la vila de Moià, en un turó que domina la zona.

## Descripció
Edifici religiós, d'una sola nau amb molts afegits posteriors del segle xviii. La façana encarada a llevant és de pedra i presenta un portal emmarcat per pseudopilastres coronades per un frontó trencat.
A la llinda hi ha una inscripció amb data del 1763. Al mig del frontó hi ha una fornícula amb una mà aguantant una corda del que es desconeix el significat. La coberta és a dues aigües. Al costat de l'església hi ha l'antiga rectoria (1755). Adossat al mur nord s'aixeca la torre-campanar de planta quadrada amb parament de grans carreus de talla regular. L'absis de l'església és pla.

## Història
L'església de Sant Pere de Ferrerons existia ja el 939 quan fou unida temporalment a Moià. L'edifici actual es feu construir el 1763 aprofitant part dels antics murs romànics i la torre-campanar que és bàsicament una edificació de la fi de l'època romànica. L'església ha estat transformada diverses vegades i els seus objectes de culte traslladats a Moià. Forma, junt amb la rectoria i un mas deshabitat, un petit nucli de població depenent de Moià.